# Cestrum anagyris
Cestrum anagyris es una especie de arbusto de la familia Solanaceae nativa de América Central y América del Sur.

## Características
Cestrum anagyris es un arbusto que alcanza un tamaño de  1.5 a 5 m de alto, con sus ramas de color café grisáceo, estriadas, hojas en forma casi redondeada o un poco alargadas, con su punta pequeña, son delgadas algunas veces parecen de cuero, por el anverso son de color verde intenso, por el reverso verde opaco, otras veces con tintes azulosos por ambas caras. Las flores son alargadas de color amarillo y dispuestas en racimos. El fruto es casi redondo de color blanco, conforme madura cambia a verde, anaranjado y negro al secarse.

## Distribución y hábitat
Es originario de México y habita en clima templado a los 3000 metros, asociado al bosque mixto de encino-pino.

## Propiedades
Esta planta se utiliza contra el dolor de cabeza, en el Distrito Federal, y en baños para después del parto e irritación de la piel, en Morelos.

## Taxonomía
Cestrum anagyris fue descrita por Michel Félix Dunal y publicado en Prodromus Systematis Naturalis Regni Vegetabilis 13(1): 608. 1852.
Etimología
Cestrum: nombre genérico que deriva del griego kestron = "punto, picadura, buril", nombre utilizado por Dioscórides para algún miembro de la familia de la menta.
anagyris: epíteto latino que significa "similar al arbusto oloroso Anagyris ".
sinonimia
- Brachistus ligustrina (Dunal) Hemsl.
- Capsicum ligustrinum (Dunal) Kuntze
- Cestrum anagyridium St.-Lag.
- Cestrum anagyris var. tomentosum Francey
- Cestrum bourgeauianum Fernald
- Cestrum oaxense Zuccarini ex Francey
- Fregirardia ligustrina Dunal[5]